# Andreas Hallaschka
Andreas Hallaschka (* 21. November 1962 in Frankfurt am Main) ist ein deutscher Journalist und Autor.

## Leben
Hallaschka ist Enkel eines evangelischen Pfarrers und eines Lehrers und studierte evangelische Theologie. Er besuchte ab 1985 die Henri-Nannen-Schule und war ab 1987 Redakteur bei verschiedenen Magazinen des Verlags Gruner + Jahr. 1992 wurde er stellvertretender Leiter des Auslandsressorts des Stern, 1995 Leiter des Berliner Büros und 1996 Leiter des Sportressorts. 2000 wurde er Chefredakteur des Magazins Fit for Fun. Von 2002 bis 2016 war er Chefredakteur des Merian. Hallaschka schrieb verschiedene Reiseführer sowie eine Biografie des Schauspielers Armin Mueller-Stahl.
Hallaschka ist verheiratet und hat vier Kinder. Sein jüngerer Bruder ist der Moderator Steffen Hallaschka.

## Positionen
2013 rief Hallaschka die Facebook-Seite „Solidarität mit den Beamten der Davidwache“ zur Unterstützung der Hamburger Polizei ins Leben. Auf seinem Twitter-Account vertritt Hallaschka überwiegend konservative Positionen. 2019 bezeichnete das Portal Netzpolitik.org seinen Account als rechtsradikal, nahm dies jedoch auf seine Beschwerde hin zurück. Im Januar 2022 sperrte Twitter seinen Account für einige Stunden, entschuldigte sich jedoch daraufhin.
Hallaschka kritisiert auf Twitter unter anderem den zunehmenden Gebrauch geschlechtergerechter Sprache durch die Social-Media-Kanäle öffentlich rechtlicher Medien, indem er z. B. falsch verwendete Gendersternchen in parodistischer Absicht korrigiert. Die Entscheidung der ARD-Moderatorin Anne Will, in ihrer Talkshow den Glottisschlag für geschlechtergerechte Pluralformen („Steuerzahler:innen“) zu verwenden, kritisierte er als „manieristischen Gender-Schluckauf“.

## Bücher
- Armin Mueller-Stahl: Dreimal Deutschland und zurück. Aufgeschrieben von Andreas Hallaschka, Hamburg, Hoffmann & Campe, 2014.